# 刑事調査官 玉坂みやこ
『刑事調査官 玉坂みやこ』（けいじちょうさかん たまさかみやこ）は、2003年から2004年までフジテレビ系「金曜エンタテイメント」で放送された刑事ドラマシリーズ。全2回。主演は浅野温子。

## 登場人物

### 警察関係者
玉坂みやこ
演 - 浅野温子
警視庁刑事調査官。階級は警視。第2作の最後で警視正に昇進し、警察庁表彰を受ける。鑑識出身のキャリア。彼女の職場は「刑事調査官室・みやこラボ」と名付けられていて、捜査過程で鑑識や科学捜査の面からアドバイスを送る立場である。記憶力が抜群である。7年前、警察官だった夫の政則が、パトロール中の犯人追跡中に刺されて亡くなっており、犯人を捕まえるために現場を離れたくない。
田所多助
演 - 渡辺いっけい
城南署捜査課刑事。階級は警部補。手柄を玉坂に持っていかれるのが不満である。同期が警部以上になっている中、警部補は自分だけになってしまい、昇進試験に何度も落ちているためか、焦りを感じている（第2作の最後でも落ちた）。
長谷部邦雄
演 - 鈴木ヒロミツ
城南署捜査課課長。階級は警部。
竹内健二
演 - 伊集院光
警視庁鑑識課員。
川野幸一
演 - 小林健
城南署捜査課刑事。

### 玉坂家
玉坂美加
演 - 仲村瑠璃亜
みやこの娘。
玉坂政則
演 - 西岡竜一朗
みやこの亡き夫。交番勤務。7年前、パトロール中に殺人現場に出くわし、犯人追跡中に返り討ちにあって殉職する。
玉坂初江
演 - 佐藤友美
みやこの義母。

### その他
古本屋
演 - 田口主将
みやこの住む町の古本屋主人。

### ゲスト
第1作（2003年）
- 相沢節子（相沢の妻） - 朝加真由美
- 高桑信也（加藤と池浦の昔の非行仲間） - 東根作寿英
- 加藤悟志（六本木バー「モンキーズ」経営者） - 末吉宏司
- 池浦修次（ホスト・加藤の友人） - 高木将大
- 相沢加奈子（相沢と節子の娘・8年前から盲目） - 向野澪
- 曽根崎良彦（人権擁護活動家） - 長門裕之
- 樋口松恵（町内会の役員） - 栗田よう子
- 小幡敬子（町内会の役員） - 村野友美
- リポーター - 畑中映里佳
- コンビニ店員 - 後藤祐里
- 園田憲吉（2年前に出所した元旋盤工） - 江幡高志
- 相沢和夫（喫茶店「カンナ」マスター・元警官） - 野村将希
- 白井圭太、池田鉄洋、久保山知洋、高濱正朋

第2作（2004年）
- 弓坂五郎（警視庁主任捜査員） - 萩原流行
- 加納祐子 - 国分佐智子
- 小宮山裕二（吉岡製作所 元従業員） - 宮下直紀
- 杉崎（元社員） - 須藤雅宏
- 吉岡英機（吉岡製作所 社長・足が不自由） - 秋野大作
- 浅倉（ひったくり犯） - 川口真吾
- 黒川啓吾（警視庁刑事部長） - 高橋英樹
- 稲田奈緒

## スタッフ
- 脚本 - 寺田敏雄
- 演出 - 伊藤寿浩
- 選曲 - 矢部公英（1）、小堀博孝（2）
- 殺陣 - 大道寺俊典
- 美術協力 - フジアール
- 技術協力 - バスク
- フジテレビ編成企画 - 荒井昭博、金井卓也
- プロデュース - 森川真行
- 製作 - フジテレビ、ファインエンターテイメント

## 放送日程
| 話数 | 放送日        | サブタイトル | 脚本     | 演出     |
| ---- | ------------- | --- | -------- | -------- |
| 1    | 2003年7月11日 | 連続射殺事件に残された 消されたライフルマークの銃弾 強盗犯を捕まえた英雄が謎の射殺… 女性警視の意外な鑑識捜査と冴えた推理が人権擁護の裏の真実を暴く | 寺田敏雄 | 伊藤寿浩 |
| 2    | 2004年8月20日 | 未解決のみやこの夫殺害事件に大きな進展が！ 消えた大金と7年前の悪夢が新たな謎を呼ぶ…執念の鑑識捜査が真実を暴く                                      | 寺田敏雄 | 伊藤寿浩 |